# Équipe cycliste Le Groupement
Pour les articles homonymes, voir Groupement.
Le Groupement est une ancienne équipe professionnelle de cyclisme française n'ayant été active qu'une demi-saison en 1995.
L'équipe est au centre d'une polémique, car son principal sponsor, le Groupement européen des professionnels du marketing (GEPM), société française de vente multi-niveau, est soupçonnée d'avoir des méthodes de motivation qualifiées de sectaires.
Le principal sponsor, affaibli financièrement par l'affaire, dépose son bilan et l'équipe est dissoute.

## Histoire
Durant l'été 1994, la création de l'équipe est annoncée en grande pompe et ses dirigeants commencent à recruter quelques coureurs de renom.
Le meilleur Français du Tour de France 1994 (4e), Luc Leblanc, rejoint la future équipe le 18 août 1994. Il devient champion du monde à Agrigente (Italie), quelques jours après sa signature alors qu'il court encore pour l'équipe française Festina.
L'équipe prometteuse, engage également dans ses rangs des coureurs tels que les Français Ronan Pensec, Pascal Lino et Thierry Bourguignon, le sprinter Néerlandais Jean-Paul van Poppel ou le recordman de l'heure britannique Graeme Obree.
Guy Mollet est nommé directeur général et les postes de directeurs sportifs sont occupés par Patrick Valcke et Vincent Lacressonnière.
L'équipe est officiellement lancée pour le début de la saison 1995 après le versement de la caution de 3 137 500 Francs à la fédération française de cyclisme (FFC).
Peu après son lancement, l'équipe se retrouve au centre d'une polémique, car son principal sponsor, le Groupement européen des professionnels du marketing (GEPM), société française de vente multi-niveaux, est soupçonnée d'avoir des méthodes de motivation qualifiées de sectaires par certains détracteurs de l'entreprise.[précision nécessaire]
À la suite d'une campagne médiatique de plusieurs mois, affaiblie financièrement, la société dépose son bilan avant qu'un procès en diffamation qu'elle avait intenté contre plusieurs journaux n'ait pu avoir lieu.[précision nécessaire]
Le 27 juin, soit deux jours après le championnat de France, l'équipe annonce son retrait et certains[précision nécessaire] coureurs récupèrent de justesse un parrainage de la FFC pour finir l'année.

## Liste des coureurs
- Luc Leblanc
- Pascal Lino
- Ronan Pensec
- Dominique Arnould
- Thierry Bourguignon
- Jérôme Chiotti
- Frédéric Guesdon
- Philippe Bouvatier
- Emmanuel Hubert
- David Derique
- Laurent Davion
- Dominique Bozzi
- Serge Souquet
- Hervé Garel
- Jean-Paul van Poppel
- Stéphane Hennebert
- Michel Vermote
- Oleg Kozlitine
- Robert Millar
- Graeme Obree
- Marcel Wüst

## Principales victoires
- Championnats de France de cyclo-cross : Jérôme Chiotti
- Championnat de Grande-Bretagne sur route : Robert Millar
- Grand Prix d'ouverture La Marseillaise : Stéphane Hennebert